# Guintéguéla
Guintéguéla est une localité située au nord-ouest de la Côte d'Ivoire, et appartenant au département de Touba, dans la Région du Bafing. La localité de Guintéguéla est un chef-lieu de commune et de sous-préfecture. De 2011 à 2016, Fadika Sarra fut la députée de Touba, chef-lieu de région comprenant les sous-préfectures de Guintéguéla, de Foungbesso et de Dioman.